# Henning Jeschke

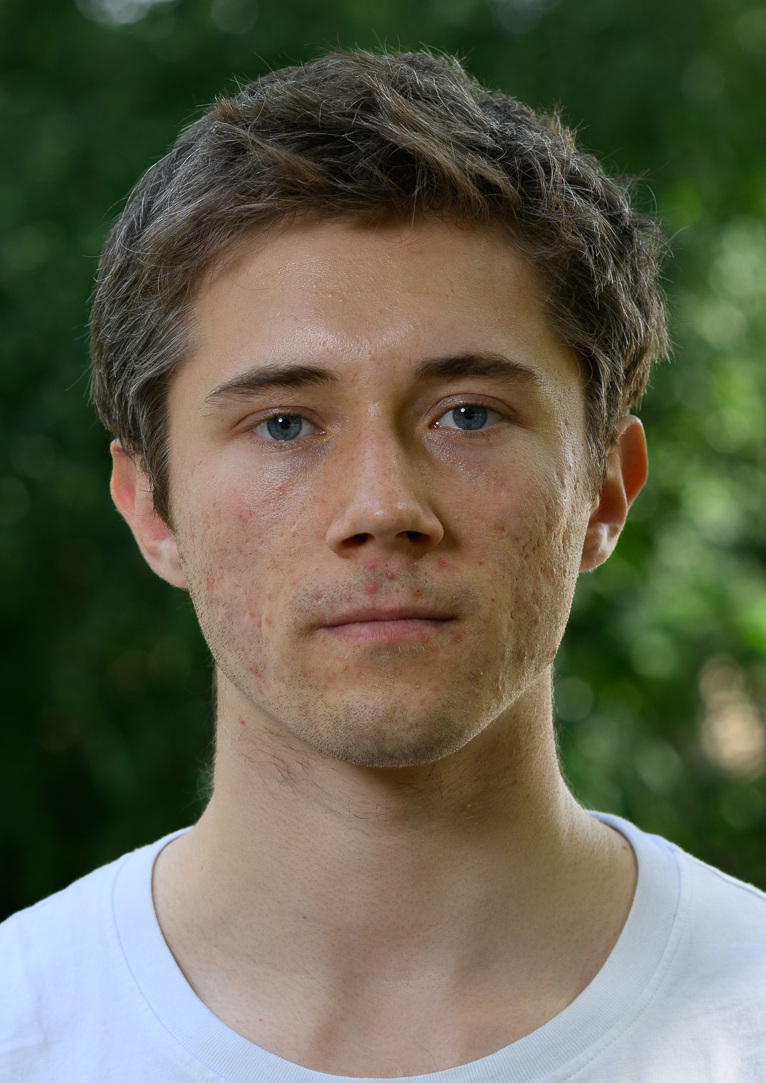
Henning Jeschke (2022)

Henning Helmut Lebrecht Jeschke (* 2000 in Greifswald) ist ein deutscher Klimaaktivist und Teil der Aktivistengruppen Letzte Generation und Extinction Rebellion. Er studiert Politikwissenschaft.

## Leben
Jeschke hat im Jahr 2021 durch seine Teilnahme am Hungerstreik der letzten Generation kurz vor der Bundestagswahl einige Aufmerksamkeit in der Presse erhalten. Die Hungerstreikenden hatten die drei wichtigsten Kanzlerkandidaten Annalena Baerbock, Armin Laschet und Olaf Scholz aufgefordert, öffentlich über Maßnahmen gegen die Klimakrise zu diskutieren. Nach vier Wochen endete der Streik, als Olaf Scholz kurz vor der Wahl zusagte, das Gespräch innerhalb des nächsten Monats mit Jeschke und Lea Bonasera öffentlich zu führen.
Daraufhin wurde die Aktivistengruppe Letzte Generation von den Teilnehmern des Hungerstreiks gegründet, und Jeschke gilt als einer der Hauptinitiatoren der Gruppe. Die Gruppe löste öffentliche Diskussionen in Deutschland aus, indem sie ab Februar 2022 einige Straßen und Autobahnen blockierte, um die Öffentlichkeit für das Thema Lebensmittelverschwendung zu sensibilisieren.
Vor der Gründung hatte Jeschke das im Jahr 2021 veröffentlichte Dokument Last Generation Manifesto mit unterzeichnet. Spätestens seit diesem Zeitpunkt bestand Kontakt zum britischen Klimaschutzaktivisten und Mitbegründer von Extinction Rebellion Roger Hallam, der Jeschke bei seinen Aktionen beriet.
Als einer der mutmaßlichen Rädelsführer im Strafverfahren gegen die Gruppe Letzte Generation, die im Verdacht steht, eine kriminelle Vereinigung zu sein, wurde seine Wohnung mehrfach durchsucht und Beweismittel sichergestellt. Eine entsprechende Anklage wurde im Mai 2024 erhoben.
Im August 2020 blockierten Jeschke und zwei weitere Aktivisten der Bewegung Extinction Rebellion den Start eines Flugzeugs am Flughafen Lübeck, indem sie sich mit Sekundenkleber an das Flugzeug klebten. Daraufhin wurde Jeschke am 31. Januar 2022 vor Gericht wegen Nötigung angeklagt. Er gestand die Tat, aber argumentierte, dass sie angesichts der Klimakrise und aufgrund des gesetzlich verankerten rechtfertigenden Notstands straffrei ausgehen sollte. Daraufhin wurde das Verfahren auf Betreiben der Staatsanwaltschaft bedingungslos eingestellt, ohne dass über den Klimanotstand geurteilt werden musste.
Im März 2023 verurteilte ein Berliner Amtsgericht den nicht anwesenden Jeschke im Zusammenhang mit sechs Protesten zwischen März und Oktober 2022 zu Geldstrafen in Höhe von insgesamt 1.400 Euro. Während der Verhandlung hatte sich Jeschke an einen Tisch im Gerichtssaal geklebt und war dann mitsamt des Tisches aus dem Saal getragen worden, nachdem er sich geweigert hatte, sich von diesem zu lösen. Während der Urteilsverkündung nahm Jeschke an einer weiteren Demonstration teil, bei der nach Angaben der Letzten Generation der Tisch, an den er sich geklebt hatte, im Mittelpunkt stand. Ein Polizeisprecher erklärte, der Tisch sei beschlagnahmt worden und werde schließlich an das Gericht zurückgegeben.
Ebenfalls im März 2023 gab Jeschke zusammen mit Lina Eichler und dem Jesuitenpater Jörg Alt ein Buch über die Klimakrise und den Aktivismus der Letzten Generation heraus. Er kandidierte bei der Europawahl in Deutschland 2024 auf Listenplatz fünf der Wählergruppe Parlament aufmischen – Stimme der Letzten Generation, zog aber nicht ins Parlament ein, da die Wählergruppe mit 0,3 % der Stimmen keinen Sitz erhielt.